# سابوكايا، بارا
سابوكايا بلدية في ولاية بارا في المنطقة الشمالية من البرازيل.